# Acalypha acrogyna
Acalypha acrogyna är en törelväxtart som beskrevs av Ferdinand Albin Pax. Acalypha acrogyna ingår i släktet akalyfor, och familjen törelväxter. Inga underarter finns listade i Catalogue of Life.